# Thma Bang (huyện)
Huyện Thmo Bang là một huyện ở tỉnh Koh Kong, tây nam Campuchia.

## Các đơn vị hành chính
| Thma Bang     |                                                |
| Khum (Xã)     | Phum (Làng)                                    |
| Ta Tey Leu    | Spean Kdar, Kandal, Trapeang Khnar             |
| Pralay        | Chamnar, Pralay, Samraong, Toap Khley, Ta Ngil |
| Chumnoab      | Chumnoab, Chrak Ruessei                        |
| Ruessei Chrum | Trapeang Chheu Trav, Kokir Chrum               |
| Chi Phat      | Chi Phat, Tuek L'ak, Cheam Sla, Sam Lort       |
| Thmor Donpove | Kaoh, Preaek Svay                              |